# La Chapelle-aux-Filtzméens
La Chapelle-aux-Filtzméens (en bretó Chapel-Hilveven) és un municipi francès, situat a la regió de Bretanya, al departament d'Ille i Vilaine. L'any 2006 tenia 567 habitants.

## Demografia
| 1962                                       | 1968 | 1975 | 1982 | 1990 | 1999 |
| ------------------------------------------ | ---- | ---- | ---- | ---- | ---- |
| 351                                        | 358  | 302  | 297  | 314  | 382  |
| Des de 1962: població sense dobles comptes |      |      |      |      |      |

## Administració
| Període   | Identitat      | Partit |
| --------- | -------------- | ------ |
| 2001-2008 | Alain Briot    | PS     |
| 2008-     | Erwan Hercouët |        |